# زراعة الصحراء

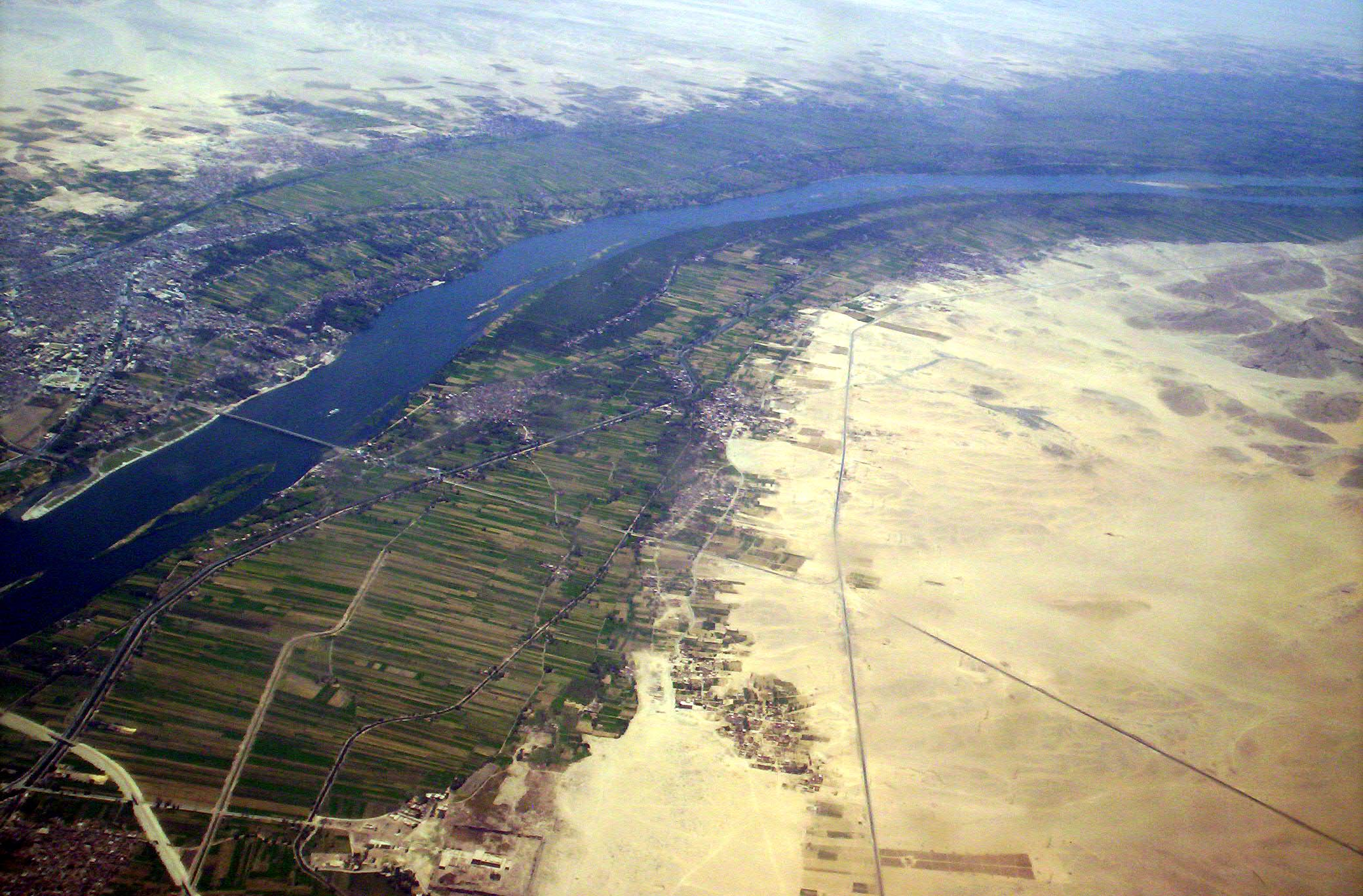
منظر جوي لنظام ري من نهر النيل يدعم الزراعة في الأقصر، مصر. وجدت الزراعة في مصر منذ 5500 قبل الميلاد.

زراعة الصحراء هي ممارسة لتنمية الزراعة في الصحاري. تمثل الزراعة في المناطق القاحلة التي تندر فيها المياه تحديًا، لأنها تعتمد على الري وإمدادات المياه. لكن البشر زرعوا الصحراء منذ آلاف السنين. إذ توجد أدلة في صحراء النقب تشير إلى ممارسة الزراعة منذ عام 5000  قبل الميلاد. اليوم، يعد وادي إمبريال في جنوب كاليفورنيا، وأستراليا، والمملكة العربية السعودية، وإسرائيل، وفلسطين أمثلة على الزراعة الصحراوية الحديثة. تعتبر جودة المياه مهمةً لنمو الزراعة الصحراوية. تعد إعادة استخدام المياه وتحلية المياه والري بالتنقيط طرقًا حديثة لتوسيع الزراعة في المناطق والبلدان ذات المناخ الجاف.

## زراعة الصحراء المعاصرة
تعتبر الزراعة الصحراوية اليوم أكثر أهمية من أي وقت مضى مع ارتفاع عدد سكان العالم. لا تستثنى البلدان والمناطق التي لا تتمتع بالأمن المائي من الزيادة السكانية وبالتالي زيادة الطلب على الغذاء. ربما يكون الشرق الأوسط وشمال إفريقيا أكبر مثال على الدول النامية التي لا تتمتع بأمن مائي أو أمن غذائي يُذكر. تشير التقديرات أنه بحلول عام 2025 سيعيش 1.8 مليار شخص في بلدان أو مناطق تعاني من ندرة مطلقة في المياه. 

### إسرائيل
لطالما كانت الزراعة في إسرائيل المعاصرة رائدة في العديد من تقنيات الزراعة الصحراوية. أدى اختراع سيمخا بلاس الري بالتنقيط إلى توسع كبير في الزراعة في المناطق القاحلة، يعتبر الري بالتنقيط في العديد من الأماكن أسلوب الري الفعلي المستخدم. أظهرت الدراسات باستمرار انخفاضًا كبيرًا في استخدام المياه بفضل الري بالتنقيط أو التخصيب مع الري بالتنقيط، إذ أظهرت إحدى الدراسات انخفاضًا بنسبة 80% في استخدام المياه وزيادة بنسبة 100% في غلات المحاصيل. وجدت الدراسة نفسها (التي أجريت على قرية أفريقية جنوب الصحراء الكبرى) أن ذلك أدى إلى تحسن في مستوى المعيشة في القرية بنسبة 80%.
يمثل استهلاك المياه عقبة أخرى للعديد من الدول التي تعاني من ندرة المياه. اختارت إسرائيل التركيز على إعادة استخدام مياه الصرف الصحي لمكافحة فقدان مواردها المائية. تعيد الدولة الصحراوية الصغيرة استخدام 86% من مياه الصرف الصحي منذ عام 2011، واستخلص 40% من إجمالي المياه المستخدمة في الزراعة من مياه الصرف الصحي. تمثل مياه التحلية أو المياه قليلة الملوحة أو مياه الصرف الصحي أيضًا 44% من إمدادات المياه في إسرائيل، تعتبر محطة سوريك الواقعة في تل أبيب أكبر محطة لتحلية مياه البحر في العالم، إذ يمكن للمحطة إنتاج 624,000 متر مكعب من المياه يوميًا.
تضاعف الإنتاج الزراعي لإسرائيل سبعة أضعاف منذ قيام الدولة عام 1948، وزاد إجمالي الأراضي الزراعية من 165 ألف هكتار إلى 420 ألف هكتار، وتنتج الدولة 70% من طعامها (بقيمة الدولار).

### وداي امبريال
وادي إمبريال هو واد في صحراء سونورا زُرع لمدة 90 عامًا في جنوب كاليفورنيا. قبل القرن العشرين، كان الوادي غير مأهول باستثناء عدد قليل من المستوطنات الصغيرة في القرن التاسع عشر. يزود بالمياه عبر قناة عموم أمريكا، وهي قناة من نهر كولورادو. تشير التقديرات إلى أن نحو ثلثي الخضروات المستهلكة في الشتاء في الولايات المتحدة مصدرها وادي إمبريال. تعد مقاطعة إمبريال مسؤولة عن إنتاج معظم الحملان والأغنام في البلاد.

### أستراليا
تعد الزراعة عنصرًا أساسيًا في الاقتصاد الأسترالي منذ تأسيسه، رغم أن أستراليا دولة قاحلة إلى حد كبير. تنتج أستراليا الماشية، والقمح، والحليب، والصوف، والشعير، والدواجن، والحملان، وقصب السكر، والفواكه، والمكسرات والخضروات. توفر الزراعة 2.2% من إجمالي العمالة في أستراليا ، وتشغل المزارع أو المرابع 47% من المساحة الإجمالية في أستراليا.